# Njarkajaure (Jokkmokks socken, Lappland)
Njarkajaure är en sjö i Jokkmokks kommun i Lappland och ingår i Piteälvens huvudavrinningsområde. Sjön har en area på 0,104 kvadratkilometer och ligger 505,6 meter över havet. Njarkajaure ligger i Kronogård Natura 2000-område.

## Delavrinningsområde
Njarkajaure ingår i det delavrinningsområde (736014-167226) som SMHI kallar för Ovan 736050-167558. Medelhöjden är 510 meter över havet och ytan är 23,13 kvadratkilometer. Det finns inga avrinningsområden uppströms utan avrinningsområdet är högsta punkten. Vitbäcken som avvattnar avrinningsområdet har biflödesordning 3, vilket innebär att vattnet flödar genom totalt 3 vattendrag innan det når havet efter 154 kilometer. Avrinningsområdet består mestadels av skog (85 procent) och sankmarker (10 procent). Avrinningsområdet har 1,07 kvadratkilometer vattenytor vilket ger det en sjöprocent på 4,6 procent.